# Eurhynchiella
Eurhynchiella är ett släkte av bladmossor. Eurhynchiella ingår i familjen Brachytheciaceae.
Kladogram enligt Catalogue of Life:
| Eurhynchiella | \| \| Eurhynchiella acanthophylla \| \| \| \| \| \| Eurhynchiella decurrens \| \| \| \| \| \| Eurhynchiella semitorta \| \| \| \| \| \| Eurhynchiella tenuinervis \| \| \| \| \| \| Eurhynchiella toncolensis \| \| \| \| |
|               | \| \| Eurhynchiella acanthophylla \| \| \| \| \| \| Eurhynchiella decurrens \| \| \| \| \| \| Eurhynchiella semitorta \| \| \| \| \| \| Eurhynchiella tenuinervis \| \| \| \| \| \| Eurhynchiella toncolensis \| \| \| \| |
|               | Eurhynchiella acanthophylla |
|               | |
|               | Eurhynchiella decurrens |
|               | |
|               | Eurhynchiella semitorta |
|               | |
|               | Eurhynchiella tenuinervis |
|               | |
|               | Eurhynchiella toncolensis |
|               | |